# ناحیه هوکوشین

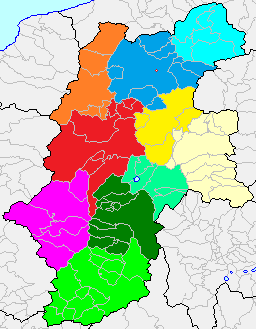
استان ناگانو به چهار ناحیه بزرگ شمالی، جنوبی، شرقی و غربی تقسیم می‌شود، هر ناحیه به چند منطقه کوچکتر و در مجموع به ۱۰ منطقه تقسیم می‌شود:
■: ناحیه هوکوشین (آبی روشن: منطقه هوکوشین، آبی تیره: منطقه ناگانو)
■: ناحیه توشین (زرد: منطقه اوئدا، زرد روشن: منطقه ساکو) ■: ناحیه چوشین (نارنجی: منطقه آلپ شمالی، قرمز: منطقه ماتسوموتو، سرخابی: منطقه کیسو) ■: ناحیه ناننشین (سبز روشن: منطقه سووا، سبز تیره: منطقه کامی‌اینا، زرد-سبز: منطقه می‌نامی شینشو

ناحیه هوکوشین (به ژاپنی: 北信地方 ほくしんちほう)، به بخش شمالی استان ناگانو اشاره دارد. شهر ناگانو در این منطقه قرار دارد.